# 阮學浩
阮学浩（1702年—1764年），字裴园，号缓堂。江蘇淮安人。

## 生平
生于康熙壬午年，雍正八年（1730年）中進士，入翰林院，參修四朝实录，曾主持陕西、山西乡试，提督湖南学政，乾隆帝告诫他到任后要“端士习、杜请托、拔真才”。乾隆十六年（1751年），退休，建有“勺湖草堂”授業，“十余载遂不出山，日取淮海士，奖掖而成之者数百余人”，人争师之。卒于乾隆甲申年，享年六十三岁。夫人陈恭人。有子阮葵生、阮芝生。